# James Brusseau
James Brusseau é um filósofo especialista em filosofia continental contemporânea, história da filosofia e ética. Em 1994, Brusseau ingressou no corpo docente de Filosofia e Letras da Universidade Nacional do México, na Cidade do México, ministrando cursos de pós-graduação em filosofia e literatura comparada. Ele também lecionou na Europa e na California State University. Atualmente leciona na Pace University em Nova York. Brusseau obteve um Ph.D. em Filosofia sob a direção de Alphonso Lingis Atualmente é professor da Pace University em Nova York. É casado com uma espanhola e tem dois filhos.

## Campo de estudo
O campo de estudo de Brusseau se concentra na decadência filosófica, que ele define como filósofos se afastando da tarefa de fazer teorias precisas sobre o mundo maior e, em vez disso, se esforçando para produzir teorias que, por sua vez, provocam mais teorização. Dentro dessa estrutura, se um filósofo está realmente certo sobre as coisas torna-se uma preocupação secundária ou derivada. O objetivo norteador é provocar mais estritamente discussões e estudos filosóficos. Como resultado, a melhor ideia filosófica é diretamente igual à que produz o filosofar mais subsequente.
Brusseau tenta localizar a decadência na história da filosofia na apropriação de Friedrich Nietzsche por filósofos franceses recentes, incluindo Michel Foucault, Gilles Deleuze e Jacques Derrida. Ele nomeia o momento como uma “reversão” na história da filosofia, onde o pensamento não existe mais para buscar a verdade, mas as verdades existem para servir e acelerar o pensamento.
Não fica claro no trabalho publicado e nas palestras de Brusseau se ele considera esse desenvolvimento negativo, neutro ou positivo.

## Ética filosófica e aplicada
A pesquisa acadêmica de Brusseau em ética filosófica explora a experiência humana de inteligência artificial nas áreas de privacidade, liberdade, autenticidade e identidade pessoal Na área de ética aplicada, um estudo emprega o processamento de linguagem natural para gerar avaliações éticas de empresas que funcionam com inteligência artificial no centro de sua operação, usando efetivamente a IA para aplicar a ética da IA à IA.
Em Business Ethics Workshop, Brusseau enfoca abordagens filosóficas do papel da corporação na sociedade e questões éticas que surgem em torno do branding e da criação da reputação do produto. A fabricação das necessidades do consumidor e da identidade do consumidor também é levada em consideração.
Dignity, Pleasures, Vulgarity: Philosophy and Animal Rights de Brusseau pergunta como os estudos com animais nos devolvem reflexos que revelam verdades humanas.
O documentário Wealth Inequality Workshop une utilitarismo, Rawls, Nozick, Bataille e Deleuze para explorar dilemas teóricos da desigualdade de riqueza. Brusseau argumenta que as filosofias de Bataille e Deleuze podem ser mobilizadas tanto para permitir quanto para por limite na desigualdade.

## Livros
- Experiências Isoladas, State University of New York Press, 1996
- Decadência do Nietzsche francês, Rowman & Littlefield, 2004
- Império da Humilhação, Overflow, 2008
- Workshop de Ética Empresarial, Flat World Knowledge, 2011
- Workshop de Ética, Flat World Knowledge, 2015
- Dignidade, Prazeres, Vulgaridade: Filosofia + Direitos Animais, Overflow, 2016